# Mindaye Gishu
Mindaye Gishu (18 augustus 1986) is een Ethiopische langeafstandsloopster, die gespecialiseerd is in de marathon.

## Loopbaan
Gishu won de marathon van Rotterdam op 9 april 2006 in 2:28.30 en finishte voor Helena Javornik (zilver) en Isabel Elizmendi (brons). In september 2006 nam ze deel aan de Rotterdam Road Races, een halve marathon. Ze werd tweede na Mara Yamauchi op bijna twee minuten achterstand.

## Persoonlijke records
| Onderdeel      | Prestatie | Datum           | Plaats    |
| -------------- | --------- | --------------- | --------- |
| 20 km          | 1:08.35   | 15 oktober 2006 | Amsterdam |
| halve marathon | 1:12.21   | 25 maart 2007   | Venlo     |
| 25 km          | 1:26.18   | 15 oktober 2006 | Amsterdam |
| 30 km          | 1:44.28   | 15 oktober 2006 | Amsterdam |
| marathon       | 2:28.30   | 9 april 2006    | Rotterdam |

## Palmares

### 10 km
- 2006:  Fortis Runfestival in Voorthuizen - 34.10

### 20 km
- 2006: 5e Ethiopische kamp. - 1:11.28
- 2008:  Alphen aan den Rijn - 1:09.39

### halve marathon
- 2006:  halve marathon van Rotterdam - 1:12.26,9
- 2007:  halve marathon van Venlo - 1:12.20,3

### marathon
- 2004:  marathon van Keulen - 2:42.17
- 2005:  marathon van Addis Ababa - 2:54.15
- 2005: 6e marathon van Frankfurt - 2:33.05
- 2006:  marathon van Rotterdam - 2:28.29,3
- 2006: 7e marathon van Amsterdam - 2:33.07
- 2007: 17e marathon van Hamburg - 2:46.22
- 2008: 8e marathon van Parijs - 2:30.20
- 2008: 6e marathon van Amsterdam - 2:35.51
- 2010:  marathon van Luxemburg - 2:39.58
- 2010: 5e marathon van Macau - 2:41.07
- 2011: 7e marathon van Praag - 2:39.11
- 2013: 5e marathon van Chongqing - 2:35.08